# Цимбалюк Михайло Пилипович
Михайло Пилипович Цимбалюк (8 листопада 1892 - †?) - підполковник Армії УНР.

## Біографія
- Народився в м. Черкаси. Закінчив 5-ту Одеську гімназію, Житомирську школу прапорщиків (18 грудня 1915), служив у 145-й піхотній Воронізькій дружині (Київ). Останнє звання у російській армії — поручник.
- З листопада 1917 р. — старшина Київського вартового полку військ Центральної Ради. З 10 березня 1918 р. — ад'ютант командира 1-го Запорізького полку Армії УНР.
- З серпня 1918 р. — начальник постачання 1-го Запорізького полку Армії Української Держави, Дієвої армії УНР.
- З 31 листопада 1919 р. — помічник інспекторської-господарчої частини штабу 6-ї Запорізької дивізії Дієвої армії УНР.
- У грудні 1919 р. потрапив до більшовицького полону, де 18 лютого 1920 р. ЧК винесла вирок про ув'язнення в концтаборі «до закінчення громадянської війни». Втік з полону.
- Прибув у розпорядження штабу Армії УНР. З 3 червня 1920 р. — старшина 2-го Запорізького кінного полку Окремої кінної дивізії Армії УНР.
- У 1920—30-х рр. жив на еміграції у Польщі.

Подальша доля невідома.